# Ларісса Олівейра
Ларісса Олівейра (порт. Larissa Oliveira, 16 лютого 1993) — бразильська плавчиня.
Учасниця Олімпійських Ігор 2016 року.
Чемпіонка світу з плавання на короткій воді 2014 року, призерка 2016 року.
Переможниця Панамериканських ігор 2019 року, призерка 2015 року.
Переможниця Південнамериканських ігор 2014 року.